# František Sokol-Tůma

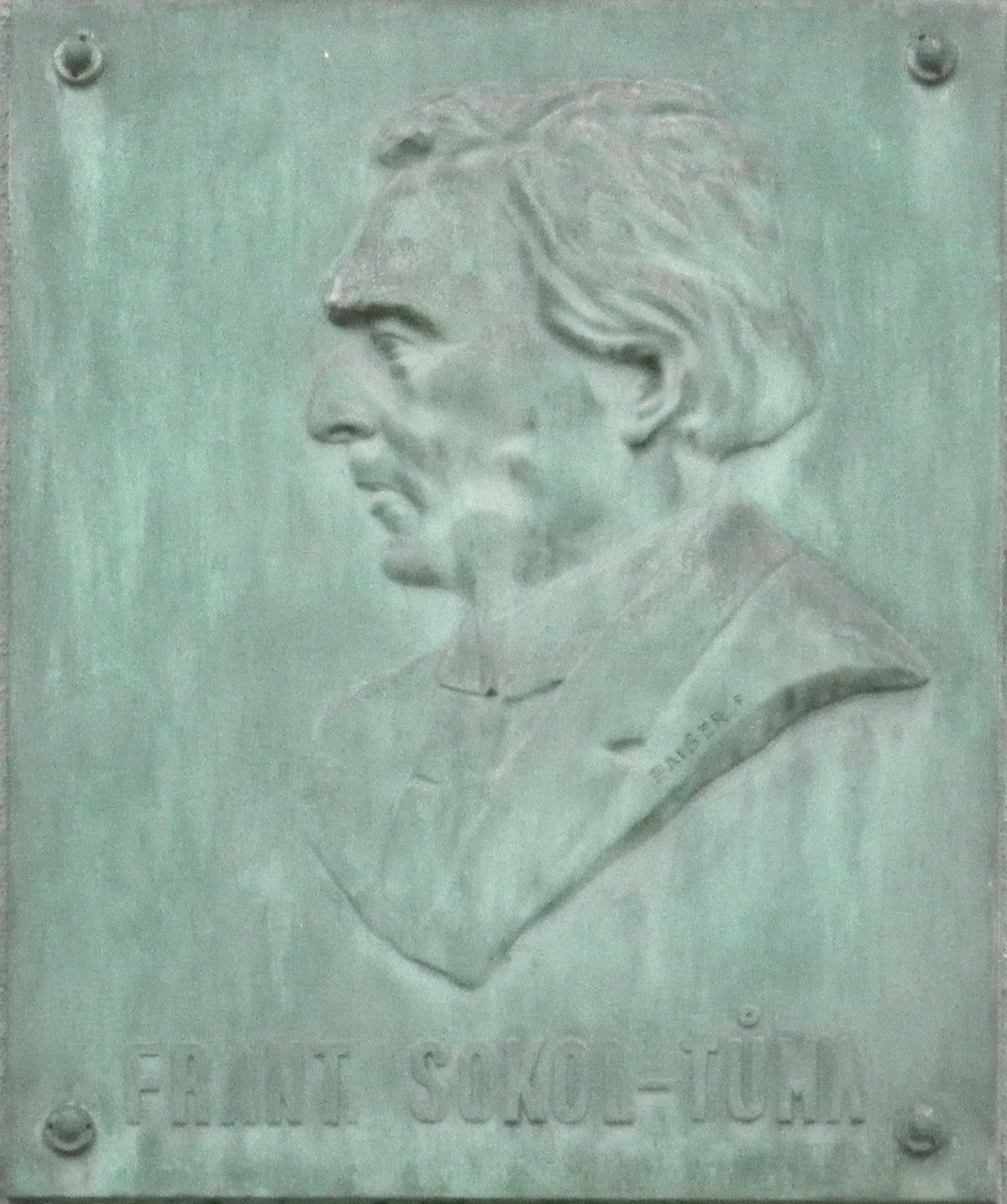
Pamětní deska Františka Sokola-Tůmy v Ostravě

František Sokol-Tůma (2. května 1855 Benešov – 31. prosince 1925 Ostrava), byl český spisovatel, novinář a dramatik.

## Životopis
Narodil se v rodině Jakuba Tůmy, mistra obuvnického a Josefy rozené Wytejčkové. Měl šest sourozenců: Jána (1846–1911), Antonii (1849), Josefa (1851), Emanuela (1857), Marii (1861) a Vojtěcha (1864). 4. 3. 1879 se oženil s Barborou Novákovou (1852–1890). 11. 3. 1876 se mu, ještě před svatbou, narodila dcera Josefa Pečínková (1876).
Začínal jako pekařský pomocník, potom se stal hercem kočovných společností pod pseudonymem Franta Sokol. Během své herecké kariéry ztvárnil celou řadu rolí, záhy začal psát také vlastní hry a režírovat. Po nezdařených pokusech o angažmá v kamenném divadle se rozhodl stát recitátorem a v této profesi byl velmi úspěšný. V roce 1893 přišel do Valašského Meziříčí, kde vydával časopis Radhošť. Po necelém roce město opustil a odešel do Ostravy, kde vydával postupně časopisy Radhošť (1894–1897), Ostravice, Ostravský obzor (1897–1901) a Ostravan (1901–1912). Vzhledem k neúspěchu a postupnému zániku těchto periodik začal redigovat časopis Horník (1910–1923), což mu konečně poskytlo dostatečné finanční zajištění.
Dne 24. března 1912 se na ustavující schůzi Moravského kola spisovatelů (MKS) stal jeho členem. První předseda spolku V. K. Jeřábek tehdy napsal: „Vedeni ideálními snahami o povznesení citové kultury rázovitého lidu moravského, o rozkvět slovesného umění a písemnictví českého národa na Moravě, moravští spisovatelé – beletristé založili vlastní spolek. Vyšli z lidu, chtějíce mluviti k srdci lidu, podávati mu obraz jeho a zušlechťovati jej.“
Úspěšný a uznávaný jako dramatik a spisovatel začal však být až po 1. světové válce. Valašsko zůstalo jeho láskou, často se tam vracel a odehrálo se tam několik jeho prací románových i dramatických. Jiné se odehrávaly na Ostravsku, nejen na slezském venkově, ale zejména v hornickém prostředí, na které pohlížel nejen z hlediska sociálního, ale též z vypjatě českého nacionálního stanoviska, silně protiněmeckého, s varováním proti přistěhovalectví polských horníků, a se silnými prvky českého antisemitismu. Deklaroval odmítání antisemitismu rasového, své protižidovské zaměření odůvodňoval spojenectvím Židů a Němců zaměřeným protičesky, často podléhal dobovým stereotypům.
Jak jeho dílo z oblasti ostravské, tak z valašského venkova má ráz lidového naturalismu, kdy si ani jedno z těchto prostředí příliš neidealizuje. Byl ovlivněný snahou vyzvednout národně-pokrokové tendence, takže některé z jeho hlavních postav trpí jistou schematičností.
Mimo literární dílo se významně podílel na udržení českého jazyka a kultury v předválečné Ostravě, zejména byl trvalým propagátorem založení Národního divadla moravskoslezského, zvláště poté co Národní divadlo v Praze odmítlo uvést jeho hru Staříček Holuša.

## Výběr díla

### Dramata
- Gorali (děj podobný dramatu Maryša od bratří Mrštíků)
- Výměnkáři
- Staříček Holuša
- Pasekáři [5]
- Na šachtě (dramatizace románové trilogie Černé království)

### Romány
- Na kresách [6] [7]
- Vystěhovalci
- Hyeny – napsal jako hru roku 1920 (motiv sci-fi), knižně 1929[8] [9]
- Lapači [10] [11] [12]
- Valašská světice [13] [14] [15]
- Celibát [16] [17]
- Obětovaná [18]
- Povídky z pekla [19]
- Trilogie Černé království (popis bouřlivě se rozvíjejícího ostravského regionu, s prvky sociálních a národnostních konfliktů)
  1. V záři milionů (první verze vydána pod názvem E’Geschäftsmann) [20] [21] [22]
  2. Na šachtě [23] [24]
  3. Pan závodní [25] [26]
- Na prahu života (1908) – původní povídka pro lid [27]
- Literní učitelka (1933) [28]

### Publicistika
- Z cest po Americe